# Abdalláh I.
Abdalláh I. (arabsky: عبد الله الأول بن الحسين; Abd Alláh ibn al-Husajn) z dynastie Hášimovců (1882 Mekka, Osmanská říše – 20. července 1951 Jeruzalém, Jordánsko) byl v letech 1946–1951 první jordánský král a předtím v letech 1921–1946 emír Zajordánska (po dobu trvání Britského mandátu Palestina). Byl synem Husajna ibn Alí al-Hášimí a bratrem hidžázského krále Alího a iráckého krále Fajsala I. Roku 1951 podlehl atentátu a na jeho místo nastoupil jeho syn Talál I.

## Život a vláda
Abdalláh ibn Husajn al-Hášimí se narodil v roce 1882 v Mekce emírovi a šarifovi Husajnovi ibn Alímu al-Hášimía jeho první ženě, kterou byla Abdliya bin Abdullah. Abdalláh ibn Husajn byl druhorozený v době narození již měl o 3 roky staršího bratra Alího. Jako syn Husajna ibn Alího al-Hášimího byl ve 40. generaci přímým potomkem proroka Mohameda.
Za první světové války byl Abdalláh prostředníkem mezi jeho otcem a Brity, kteří se stali spojenci Hášimovců. Když v červnu 1916 vyhlásil emir v Mekce, šerif Hussein otec Abdalláha, povstání beduínů proti osmanské říši, stal se Abdalláh velitel vojska, v němž byl Lawrence z Arábie styčným důstojníkem, takže se osobně poznali. Za války vedl Abdalláh úspěšně vojsko svého otce, jenž byl králem Hidžázu. S vojskem došel až do Jordánska a syrského Damašku. Od Lawrence z Arábie se také dozvěděl, že Britové a Francouzi nemíní nechat Palestinu, Sýrii a Libanon Arabům, nýbrž že si je po válce rozdělí, proto společně vynakládali největší možné úsilí, aby se tak nestalo.
Když po válce Francouzi obsadili Sýrii a vyhnali jeho bratra Fajsala, rozhodl se přesunout vojsko do Jordánska a táhnout na Damašek, aby bratrovi pomohl, byl ale Brity přemluven, aby neútočil na britské spojence. To byl také přínos pro budoucí udělení vlády nad Jordánskem.

### Emír Zajordánska

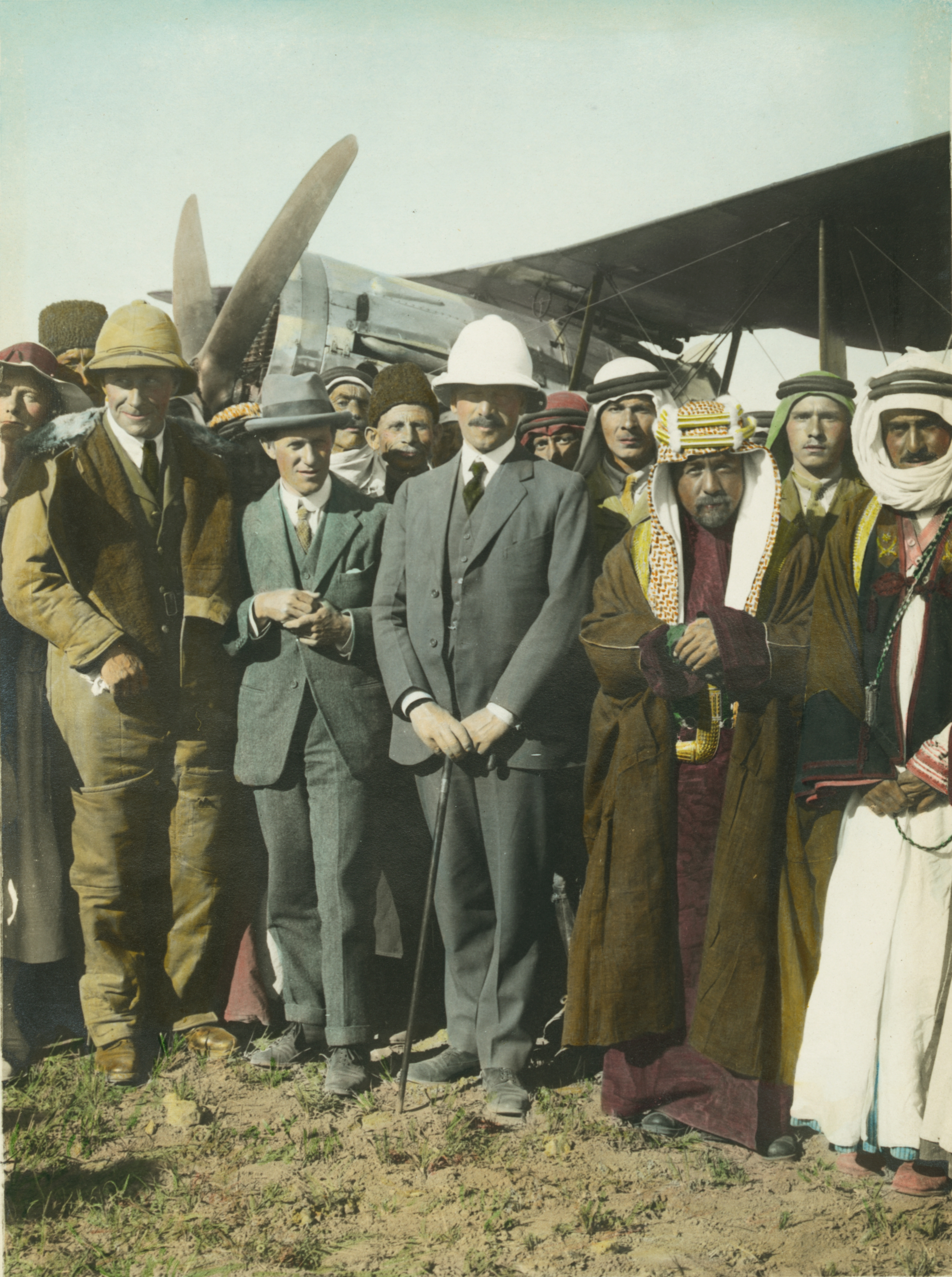
Emír Abdalláh s Lawrencem z Arábie v Ammánu 1921

Za první světové války se v tehdejší osmanské Mezopotámii vylodila britská vojska a celou jí obsadila. Po válce připadla oblast Iráku Velké Británii jako mandátní území. Britové převzali také vládu nad oblastí Jordánska. Roku 1921 byla ustanovena monarchie pod vládou Hášimovců, kteří za války vydatně pomáhali Britům vyhnat Turky z Arábie a to především Abdalláh jako nadaný vojevůdce a jeho otec a bratr Fajsal. Byl to právě Abdalláh, koho měli Britové dosadit jako krále Iráku (Mezopotámie), jímž byl i zvolen. Abdalláha však vzápětí o trůn připravil jeho bratr Fajsal, který měl vládnout Velké Sýrii, ale tento plán zmařili Francouzi. Britové na odškodněnou svěřili Abdalláhovi vládu nad Jordánskem (což byla na rozdíl od Iráku málo významná země). Abdalláh se ujal vlády pod britským protektorátem jako emír Transjordánska.
Již jako emír Zajordánska se roku 1921 zúčastnil korunovace svého bratra Fajsala I. iráckým králem, sám však korunován nebyl a i na titul krále si musel na rozdíl od něj počkat do skončení britského mandátu.
V 16. století území Jordánska zabrala Osmanská říše, která ho ovládala do konce první světové války, než ho dobyli Britové. Roku 1921 Britové zřídili na tomto území protektorát a emirát Zajordánsko, nad nímž svěřily vládu hášimovskému vládci, který byl zvolen králem Iráku, ale byl připraven o vládu svým mladším bratrem Fajsalem, který se stal iráckým králem.
Abdalláh ustanovil v roce 1928 legislativní radu, ta však zůstala poradní a nechala Abdalláha, aby vládl jako samovládce.
Během druhé světové války byl Abdalláh věrným spojencem Britů, dodržoval pravidla mezi Brity jako protektorátní mocností a ním jako vládcem Transjordánska. Jordánská arabská legie, také pomáhala potlačit proněmecké povstání v Iráku v roce 1941.

### Jordánským králem

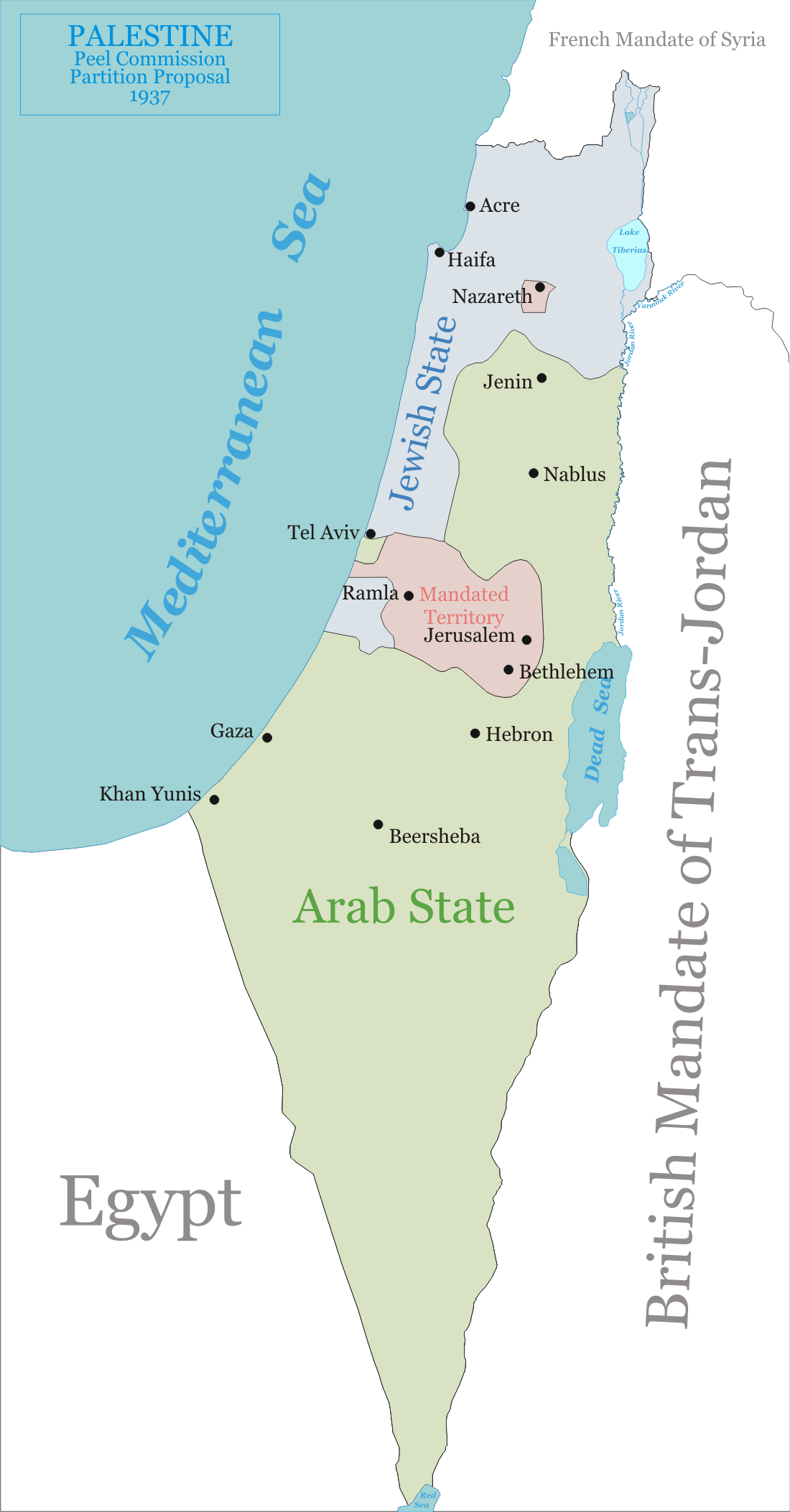
Plán na rozdělení Palestiny podle Peelovy komise z roku 1937

Období britského protektorátu nad Transjordánskem skončilo až v roce 1946, kdy bylo vyhlášeno nezávislé Transjordánské království. Abdalláh I. se tak stal nezávislým panovníkem a přijal titul krále Jordánska namísto titulu emír.
Ostatní vůdcové v arabské lize, snad kromě iráckých příbuzných, nedůvěřovali Abdalláhovi a domnívali se, že stále pomýšlí na obnovení plánu na Velkou Sýrii pod vládou Hášimovců (zahrnující Palestinu, Libanon, Jordánsko a Sýrii, s centrem v Damašku) a báli se tak o nezávislost svých zemí. Na oplátku však Abdalláh nedůvěřoval ostatním arabským vůdcům.
Abdalláh podporoval Peelovu komisi z roku 1937, která navrhovala, aby byla Palestina rozdělena do malého židovského státu 20 % (celého mandátu) a zbývající území by se připojila k Transjordánsku. Arabové v Palestině a okolních arabských zemí měli proti tomu námitky, zatímco Židé jí neochotně přijali. Nakonec nebyla Peelova komise přijata.

### Válka proti Izraeli
11. května 1948, pouze 4 dny před vyhlášením nezávislosti Izraele, tajně navštívila v převleku arabské ženy Ammán budoucí předsedkyně vlády Golda Meirová a snažila se královi Abdalláhovi rozmluvit útok na Izrael, neúspěšně. Abdalláh navrhl Meirové vytvoření „autonomního židovského kantonu“ v hášimovském království.
Podpořen vidinou rozšíření území, opětovného „osvobození“ Jeruzaléma, přemluven a podpořen ostatními arabskými vůdci, se Abdalláh rozhodl společně s nimi napadnout nově vyhlášený stát Izrael. Král Abdulláh sledoval obsazení Palestiny a její sjednocení se Zajordánskem a především eliminaci muftího, s nímž byl v nepřátelském stavu. A tak 14. května 1948 odpoledne, po vyhlášení nezávislosti Izraele (Davidem Ben Gurionem jako premiérem), překročily armády okolních arabských zemí hranice Izraele a začala oficiálně válka. Hagana se stala legitimní izraelskou armádou. Irácká armáda a zajordánská Arabská legie provedou útok jižně od Genezaretského jezera a společně se Syřany a Libanonci obsadí Haifu.
Arabský plán, který vypadal velkolepě na papíře a pro nějž měla arabská strana všechny předpoklady jej beze zbytku naplnit, se v praxi ukázal jako totální fiasko. A tak bylo dne 11. června 1948 uzavřeno první prozatímní příměří. 24. února 1949 Egypt uzavřel příměří s Izraelem, 23. března Libanon poté, co Izraelci vyklidili čtrnáct obsazených libanonských vesnic a vrátili se zpět na mezinárodní hranici, 3. dubna i Jordánsko. Až 20. července podepsala dohodu o příměří Sýrie. Důvod byl ten, že Sýrie jako jediná držela část území, které podle plánu OSN náleželo Izraeli.
Jordánsko k radosti krále Abdalláha (i když ten počítal s více územím) získalo po uzavření příměří západní břeh Jordánu (historická Judea a Samaří) a východní Jeruzalém. Abdalláhův plán o jediné Palestině pod vládou Hášimovců nevyšel a s krachem opětovných plánů na Velkou Sýrii se smířil již dřív. V důsledku připojení alespoň části území na západ od řeky Jordán bylo v roce 1949 přejmenováno Zajordánsko na Jordánsko.

### Atentát
20. července 1951 navštívil spolu se svým vnukem Husajnem mešitu Al-Aksá v Jeruzalémě. Na krále zde atentátník z klanu al-Husajní vypálil 3 rány a král zemřel. Králův vnuk, pozdější král Husejn I., který stál vedle něj, byl také zraněn, ale život mu zachránila medaile, co měl na hrudi. Když se Husajn I. stal králem, tento atentát ho tak ovlivnil, že nechtěl přistoupit na mírové rozhovory s Izraelem, aby se předešlo podobným událostem. Avšak na tzv. Černé září v roce 1970 se o to neúspěšně pokusili palestinští teroristé.
Po smrti krále Abdalláha ho na trůnu vystřídal jeho syn Talal I., který však (a pouze formálně) vládl do roku 1952, kdy byl nucen abdikovat a králem se stal právě Abdalláhův vnuk Husajn I.

Galerie
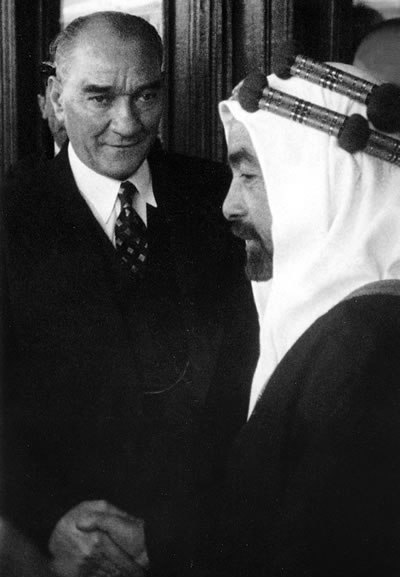
Abdalláh s Mustafou Kemalem Atatürkem v Turecku, 1937
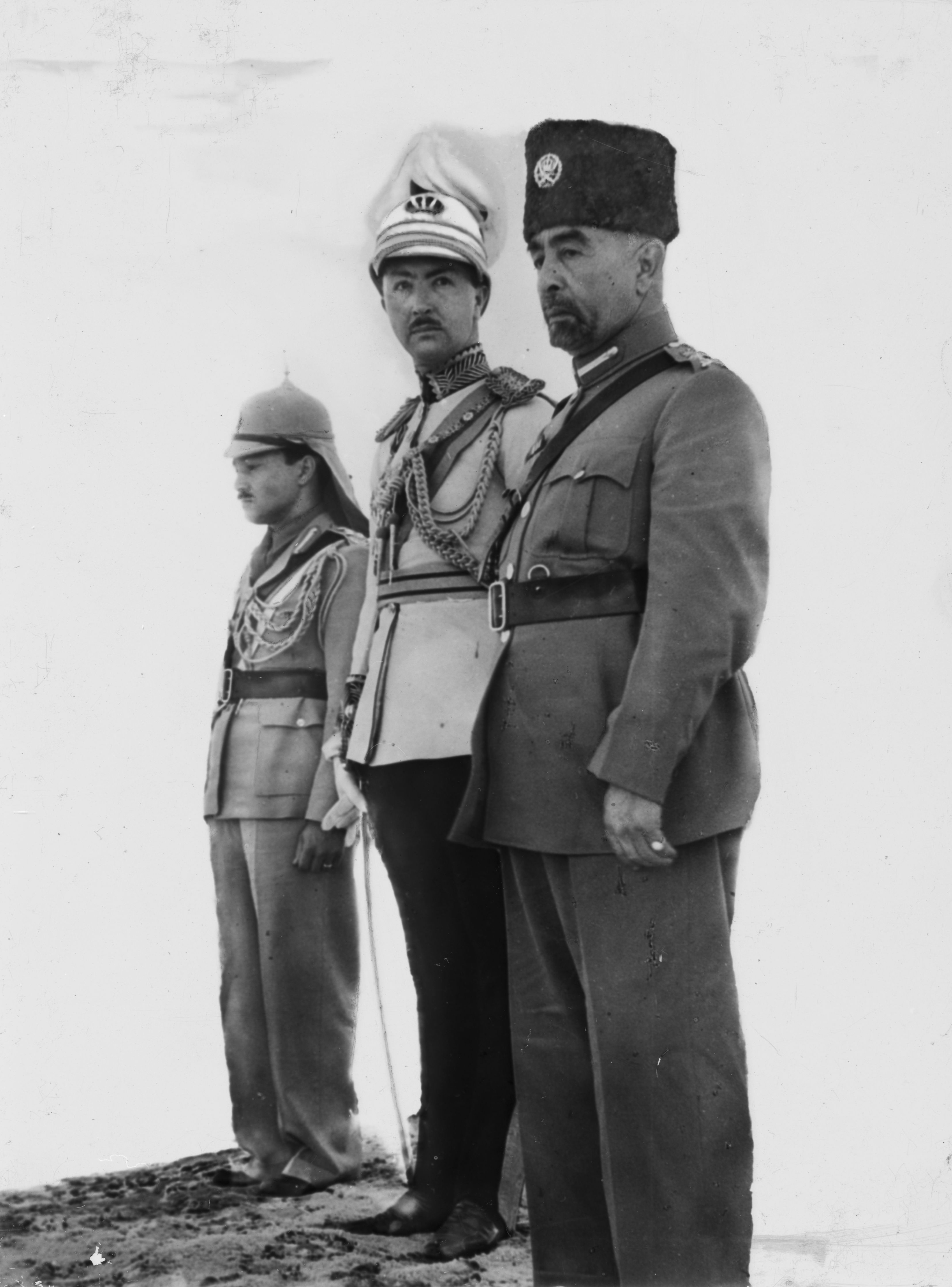
Prohlášení Abdalláha I. králem Jordánska, za ním irácký regent 'Abd al-llah, úplně vzadu princ Naif
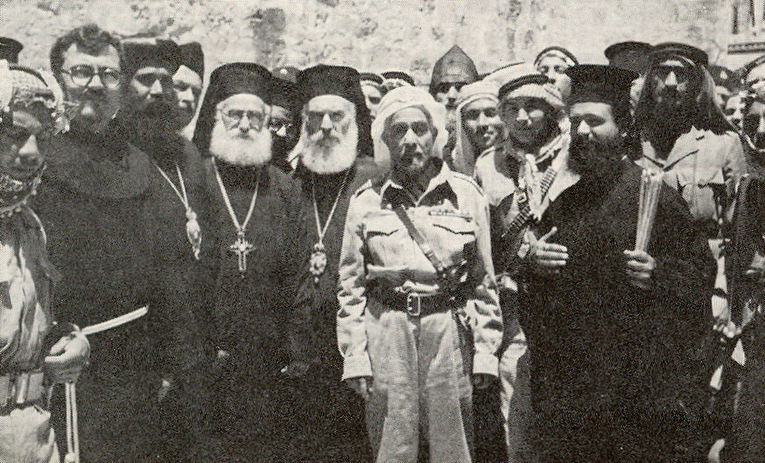
V Jeruzalémě, roku 1948
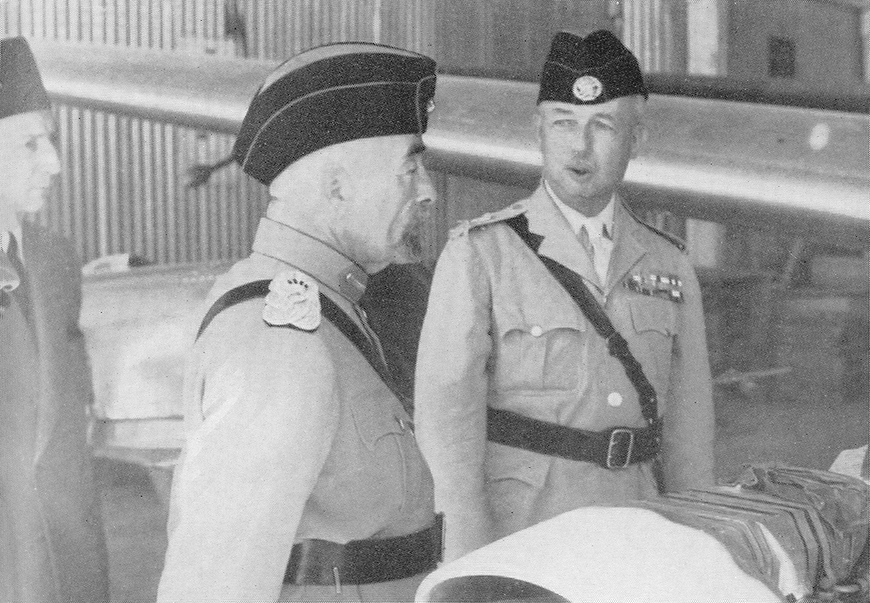
král Abdalláh den před atentátem

## Rodina
- V roce 1904 si vzal za ženu Musbah bint Nasser (1884–1961) (jordánská královna), měl s ní 3 děti:
  - princezna Haya – (1907–1990)
  - Talal – (1909–1972), budoucí král
  - princezna Munira – (1915–1987)

- V roce 1913 si vzal svou druhou ženu Suzdil Khanum (zemřela 1968), měl s ní 2 děti:
  - princ Naif ibn Abdalláh – (1914–1983), regent za nevlastního bratra Talala v roce 1951, plukovník jordánské armády
  - princezna Maqbula (1921–2001)

- V roce 1949 si vzal svou třetí ženu Nahda bint Uman, pár neměl děti.

## Tituly a vyznamenání

### Tituly
- 1882–1921: Jeho královská Výsost princ Abdalláh z Mekky a Hidžázu
- 1921–1946: Jeho Výsost zajordánský emír
- 1946–1951: Jeho Veličenstvo král hašímovského království Jordánska

### Vyznamenání
- čestný rytíř velkokříže Řádu britského impéria – Spojené království, 1920
- velkostuha Řádu dvou řek – Irácké království, 1922
- čestný rytíř komandéř Řádu svatého Michala a svatého Jiří – Spojené království, 1927
- Řád Fajsala I. I. třídy – Irácké království 1932
- čestný rytíř velkokříže Řádu svatého Michala a svatého Jiří – Spojené království, 1935
- Medaile stříbrného výročí krále Jiřího V. – Spojené království, 1935
- Korunovační medaile Jiřího VI. – Spojené království, 1937
- řetěz Řádu Muhammada Alího – Egyptské království, 1948
- řetěz Řádu Pahlaví – Írán, 1949
- velkokříže Vojenského záslužného kříže s bílým odznakem – Španělsko, 6. září 1949
- velkostuha Řádu Umajjovců – Sýrie, 1950